# Kölner Zeitschrift für Soziologie und Sozialpsychologie
Die Kölner Zeitschrift für Soziologie und Sozialpsychologie (KZfSS) ist nach Verbreitung und Größe die bedeutendste deutschsprachige Fachzeitschrift für Soziologie.
Der Impact Factor der KZfSS lag 2018 bei 1,000 und 2019 bei 0,871. Die Zeitschrift lag in der Statistik des Social Sciences Citation Index auf Rang 98 von 139 betrachteten Journals in der Kategorie „Soziologie“ und auf Platz 55 von 60 Zeitschriften in der Kategorie „Sozialpsychologie“. Unter der deutschsprachigen Zeitschriften belegte sie damit den ersten Platz im Bereich Sozialpsychologie und den zweiten Platz (nach der Zeitschrift für Soziologie) im Bereich Soziologie.

## Geschichte
Die Zeitschrift geht auf die 1921 in Köln am Forschungsinstitut für Sozialwissenschaften begründeten Kölner Vierteljahreshefte für Sozialwissenschaften. Reihe A: Soziologische Hefte (ab 1922 Kölner Vierteljahrshefte für Soziologie) zurück. Sie wurde zu Beginn wie auch die Kölner Vierteljahreshefte für Sozialwissenschaften. Reihe B: Sozialpolitische Hefte (ab 1923 Kölner sozialpolitische Vierteljahresschrift) geschäftsführend von Leopold von Wiese herausgegeben. Beide Zeitschriften wurden 1934 eingestellt. Weitere Herausgeber der Kölner Vierteljahrshefte für Soziologie waren u. a. Theodor Brauer, Christian Eckert und Hugo Lindemann.
Als Kölner Zeitschrift für Soziologie wurden die Kölner Vierteljahrshefte für Soziologie von Leopold von Wiese 1948 wieder ins Leben gerufen. Von seinem Lehrstuhlnachfolger René König wurde sie 1954 um sozialpsychologische Themenstellungen erweitert und erhielt darauf den heutigen Titel. König redigierte sie bis 1985. Sie war damit auch Bestandteil der Kölner Schule der Soziologie.

## Gegenwart
Herausgeber der Zeitschrift sind Cornelia Kristen (Otto-Friedrich-Universität Bamberg), Thomas Schwinn (Ruprecht-Karls-Universität Heidelberg) und Michael Wagner (Universität zu Köln). Im Beirat sitzen auch Professoren aus Österreich und der Schweiz, um den gesamten deutschsprachigen Forschungsraum abzubilden. Die Kölner Redaktion obliegt seit August 2006 Volker Dreier. Die Zeitschrift erscheint bei Springer VS.
Die KZfSS wird in vielen wissenschaftlichen Recherchediensten erfasst: u. a. Social Sciences Citation Index und Current Contents des Institute for Scientific Information, Sociological abstracts, Psychological abstracts, Bulletin signalétique, Publizistikwissenschaftlicher Referatedienst, Social research methodology abstracts, SOLIS – Sozialwissenschaftliches Literaturinformationssystem, Literaturdatenbank PSYNDEX, Juris-Literaturdatenbank und KrimLit.
Besondere Aufmerksamkeit für die Erschließung von Themengebieten haben die jährlich erscheinenden thematischen Sonderhefte gewonnen.

## Auswahlband
- Jürgen Friedrichs, Karl Ulrich Mayer, Wolfgang Schluchter (Hrsg.): Soziologische Theorie und Empirie. KZfSS. Westdeutscher Verlag, Opladen 1997, ISBN 3-531-13139-7 (Repräsentative Auswahl aus den Heften von 1948 bis 1997, jeweils im Original. Die Auswahlkriterien werden im Vorwort dargestellt.[7] In der Druckfassung ist der Erstdruck nur manchmal angegeben.).